# Guilherme Smith
Guilherme Henriques da Silva Carvalho (11 juni 2003) is een Braziliaans voetballer die sinds 2025 uitkomt voor Union Sint-Gillis.

## Carrière
Smith genoot zijn jeugdopleiding bij CR Vasco da Gama, Fluminense FC en Botafogo FR. In juni 2021 maakte hij de overstap naar de Oekraïense eersteklasser Zorja Loehansk, waar hij een driejarig contract ondertekende. Op 28 oktober 2021 maakte hij zijn officiële debuut voor de club: in de bekerwedstrijd tegen FK Roech Lviv. In april 2022 leende de club hem uit aan SC Braga, waar hij bij het U23-elftal speelde. Een paar maanden later werd Smith opnieuw op huurbasis naar Braga gestuurd. Opnieuw speelde hij geen enkele officiële wedstrijd voor het eerste elftal.
In augustus 2024 maakte Smith op definitieve basis de overstap van Zorja Loehansk naar de Estse eersteklasser Nõmme Kalju FC. Daar was hij in zijn eerste halve seizoen goed voor zeven goals in vijftien competitiewedstrijden. In het kalenderjaar 2025 droeg hij zijn steentje bij aan de bekerwinst van Nõmme Kalju FC: in de 0-5-zege tegen JK Kalev Tallinn in de halve finale scoorde hij tweemaal. In het seizoen 2025 trof hij in twintig competitiewedstrijden vijfmaal raak. 
In augustus 2025 ondertekende Smith een vierjarig contract met optie op een extra jaar bij de Belgische regerende landskampioen Union Sint-Gillis.

## Clubstatistieken
| Seizoen         | Club               | Land              | Competitie      | Competitie | Competitie | Beker | Beker | Supercup | Supercup | Europees | Europees | Totaal | Totaal |
| Seizoen         | Club               | Land              | Competitie      | Wed.       | Dlp.       | Wed.  | Dlp.  | Wed.     | Dlp.     | Wed.     | Dlp.     | Wed.   | Dlp.   |
| --------------- | ------------------ | ----------------- | --------------- | ---------- | ---------- | ----- | ----- | -------- | -------- | -------- | -------- | ------ | ------ |
| 2021/22         | Zorja Loehansk     | Vlag van Oekraïne | Premjer Liha    | 0          | 0          | 1     | 0     | —        | —        | 0        | 0        | 1      | 0      |
| 2021/22         | → SC Braga         | Vlag van Portugal | Primeira Liga   | 0          | 0          | 0     | 0     | 0        | 0        | 0        | 0        | 0      | 0      |
| 2022/23         | → SC Braga         | Vlag van Portugal | Primeira Liga   | 0          | 0          | 0     | 0     | —        | —        | 0        | 0        | 0      | 0      |
| 2023/24         | Zorja Loehansk     | Vlag van Oekraïne | Premjer Liha    | 1          | 0          | 0     | 0     | —        | —        | 0        | 0        | 1      | 0      |
| 2024            | Nõmme Kalju FC U23 | Vlag van Estland  | Esiliiga B      | 4          | 9          | —     | —     | —        | —        | —        | —        | 4      | 9      |
| 2024            | Nõmme Kalju FC     | Vlag van Estland  | Meistriliiga    | 15         | 7          | 0     | 0     | —        | —        | —        | —        | 15     | 7      |
| 2025            | Nõmme Kalju FC     | Vlag van Estland  | Meistriliiga    | 20         | 5          | 4     | 3     | 1        | 1        | 4        | 0        | 29     | 9      |
| 2025/26         | Union Sint-Gillis  | Vlag van België   | Eerste klasse A | 0          | 0          | 0     | 0     | 0        | 0        | 0        | 0        | 0      | 0      |
| Carrière totaal | Carrière totaal    | Carrière totaal   | Carrière totaal | 40         | 21         | 5     | 3     | 1        | 1        | 4        | 0        | 50     | 25     |

Bijgewerkt op 12 augustus 2025.
1 Chambaere ·
3 Barry ·
4 Rasmussen ·
5 Mac Allister ·
6 Van De Perre ·
7 Kabangu ·
8 Zorgane ·
10 El Hadj ·
11 Teklab ·
12 David ·
13 Rodríguez ·
16 Burgess  ·
18 Kavlashvili ·
19 François ·
21 Castro-Montes ·
22 Niang ·
23 Boufal ·
24 Vanhoutte ·
25 Khalaili ·
26 Sykes ·
30 Florucz ·
31 Makaté ·
48 Leysen ·
77 Fuseini ·
Coach: Pocognoli
· Assistent-coach: Meert
· Assistent-coach: Kopyt
· Keeperstrainer: Hermans